# Суздальский сельсовет
Суздальский сельсовет — сельское поселение в Доволенском районе Новосибирской области Российской Федерации.
Административный центр — село Суздалка.

## История
Статус и границы сельского поселения установлены Законом Новосибирской области от 2 июня 2004 года № 200-ОЗ «О статусе и границах муниципальных образований Новосибирской области»

## Население
| 2002  | 2010  | 2012  | 2013  | 2014  | 2015  | 2016  |
| ----- | ----- | ----- | ----- | ----- | ----- | ----- |
| 1347  | ↘1178 | ↘1157 | ↘1149 | ↘1133 | ↘1112 | ↘1090 |
| 2017  | 2018  | 2019  | 2020  | 2021  |       |       |
| ↘1070 | ↘1064 | ↘1058 | ↘1031 | →1031 |       |       |

## Состав сельского поселения
| № | Населённый пункт | Тип населённого пункта       | Население |
| - | ---------------- | ---------------------------- | --------- |
| 1 | Комендантка      | деревня                      | ↗106      |
| 2 | Новодоволенский  | посёлок                      | ↗119      |
| 3 | Суздалка         | село, административный центр | ↘953      |